# 安宅の関
座標: 北緯36度25分10.0秒 東経136度25分5.4秒 / 北緯36.419444度 東経136.418167度

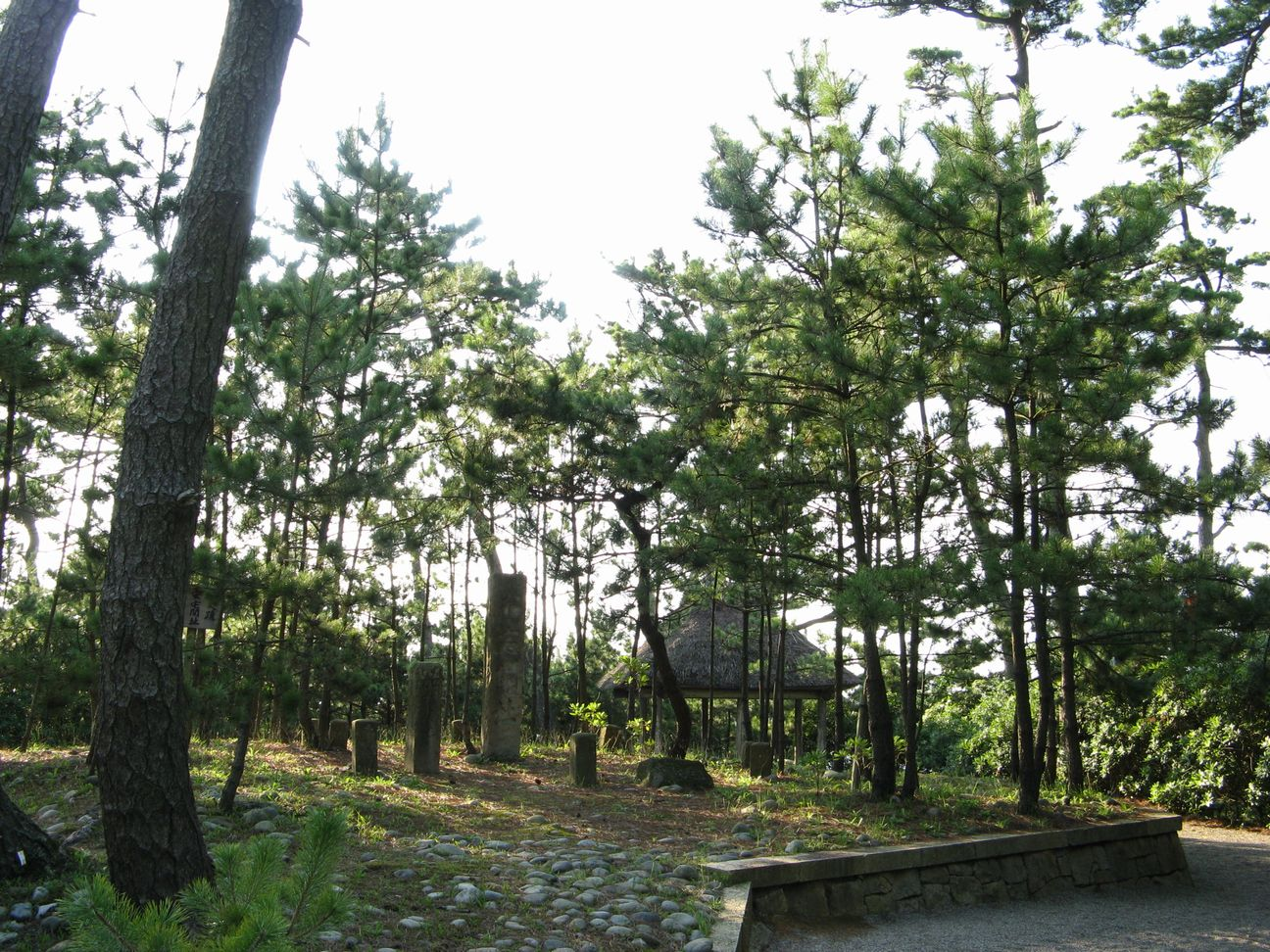
安宅関址碑

安宅関跡にある銅像。左から源義経、武蔵坊弁慶、富樫泰家

安宅の関（あたかのせき）は、石川県小松市の日本海側にある安宅に守護、富樫氏が設けたと言われる関所。

## 解説
如意の渡しでのエピソードを元にした、源義経が武蔵坊弁慶らとともに奥州藤原氏の本拠地平泉を目指して通りかかり弁慶が偽りの勧進帳を読み義経だと見破りはしたものの関守・富樫泰家の同情で通過出来たという、歌舞伎の「勧進帳」でも有名。
『兵部式』では安宅駅、『義経記』では安宅の渡、『八雲御抄』では安宅橋と記述があるのみで、安宅関と記載のあるものは謡曲『安宅』のみで、ここに関所があったかどうかの歴史的な実在性は疑問視されている。
現在は安宅住吉神社境内に位置する。1939年3月18日に「安宅の関跡」として石川県史跡に指定されている。銅像の武蔵坊弁慶は七代目松本幸四郎が、富樫泰家は二代目市川左團次がモデルとなっている。